# Przewodnik (publikacja)
Przewodnik krajoznawczy, in. przewodnik turystyczny – publikacja w formie książki, broszury, folderu albo ulotki lub nagrania audiowizualnego, przeznaczone dla turystów, zwiedzających/odwiedzających teren lub obiekt w niej opisywany według zaproponowanej trasy (lub wielu tras) zwiedzania. Zwykle wyposażona jest w mapę lub plan, przedstawiające przebieg opisywanej trasy (tras). Publikacje nie zawierające opisów tras wycieczkowych klasyfikowane są jako informatory turystyczne, monografie krajoznawcze, słowniki krajoznawcze i in.
Oprócz opisu trasy (tras) przewodniki zawierają zwykle również część wstępną z ogólną charakterystyką terenu (obiektu), „słowniczek krajoznawczy” z opisem najważniejszych obiektów fizjograficznych, miejscowości, zabytków itp. (tu często mapki, plany, szkice) lub słownik terminów specjalistycznych (np. z dziedziny architektury, historii sztuki, geologii), a także informator turystyczny (noclegi, komunikacja publiczna, stacje paliw, przystanie itp.). Przewodniki turystyki kwalifikowanej (np. górskiej, narciarskiej, kajakowej) podają często podstawowe informacje o sprzęcie i wyposażeniu, niezbędnych do uprawiania danej formy turystyki. Popularne przewodniki dla turystyki masowej posiadają z reguły bogatą szatę graficzną ze znaczną liczbą fotografii, rysunków, mapek, profilogramów tras (dla terenów górskich). Dla serii przewodników uznanych wydawców stała zewnętrzna szata graficzna oraz logo wydawcy stanowią element wyróżniający, podlegający zwykle ochronie.
Z punktu widzenia dziedziny uprawianej turystyki rozróżniamy przewodniki dla:
- turystyki pieszej (górskiej, nizinnej);
- turystyki narciarskiej (górskiej, nizinnej);
- turystyki rowerowej;
- mototurystyki;
- turystyki żeglarskiej;
- turystyki kajakowej;
- turystyki konnej i in.

Często dana publikacja przeznaczona jest dla amatorów dwóch lub nawet więcej dziedzin turystyki (np. dla turystyki pieszej i narciarskiej, albo mototurystyki i turystyki rowerowej).
W zależności od charakteru przedmiotu opisu rozróżniamy przewodniki po terenach oraz po obiektach. Wśród tych pierwszych najczęściej spotykamy przewodniki po:
- jednostkach administracyjnych (państwach, województwach/departamentach/stanach itp., miastach itd.);
- regionach historyczno-geograficznych (np. Toskania, Warmia i Mazury, Śląsk Cieszyński, polska Orawa);
- jednostkach fizycznogeograficznych (np. Sudety Środkowe, Beskid Śląski, Roztocze, Pojezierze Łęczyńsko-Włodawskie);
- innych terenach, niepodlegających żadnej z powyższych kwalifikacji, ale dających się wydzielić w logiczną całość z punktu zainteresowania turystów (np. Górnośląski Okręg Przemysłowy, Brzesko i okolice, Ojcowski Park Narodowy, zamki doliny Loary).

Specyficznym działem są przewodniki „liniowe”, z założenia ograniczające się do jednej trasy. Są to np.:
- przewodniki po wielkich szlakach turystycznych (np. Szlak Orlich Gniazd, Główny Szlak Beskidzki, Bruce Trail w Kanadzie);
- przewodniki po trasach pielgrzymkowych (np. do Santiago de Compostela);
- przewodniki kajakowe po rzekach (np. Drwęca, Mała Panew) i innych drogach wodnych (np. Kanał Augustowski);
- przewodniki tematyczne (np. szlakiem walk I Armii Wojska Polskiego, szlakiem żydowskich zabytków krakowskiego Kazimierza);

- przewodniki po ścieżkach dydaktycznych i przyrodniczych.

Osobną grupę stanowią przewodniki wspinaczkowe, ze względów praktycznych (objętość, a co za tym idzie i waga) ograniczające się często do jednego masywu lub grupy skał (np. Góry Sokole, Rzędkowickie Skały, poszczególne tomy przewodnika „Tatry Wysokie” W. H. Paryskiego czy szczegółowego przewodnika po Tatrach Wł. Cywińskiego).
Wśród przewodników po obiektach najczęściej wydawane są przewodniki po muzeach, skansenach, zamkach, dużych ekspozycjach czasowych.
Przewodniki turystyczne wydają zarówno specjalistyczne wydawnictwa turystyczne, jak i inne instytucje (organy administracji samorządowej, parki narodowe, muzea, organizacje turystyczne i in.).

## Historia
Pierwsze przewodniki nazywano różnie: Itinerarium, Diarium, Descripcio. W wieku XVII przewodnik nazywano Delicją (Deliciae), natomiast w wieku XIX Baedeker.
Pierwszy przewodnik turystyczny po Polsce Przewodnik dla podróżujących w Polsce i Rzeczypospolitej Krakowskiej Józefa Wawrzyńca Krasińskiego ukazał się w 1820 w Warszawie (w języku francuskim; w języku polskim wydany został w 1821, w języku rosyjskim w 1822).
W ostatnich latach XX w. i na początku XXI w. rozpowszechniły się przewodniki internetowe, tj. strony i portale internetowe traktujące o tym samym co wyżej opisane przewodniki w formie drukowanej.